# Mathieu Lemoine
Mathieu Lemoine, född den 17 april 1984 i Sandillon, är en fransk ryttare.
Han tog OS-guld i lagtävlingen i fälttävlan i samband med de olympiska tävlingarna i ridsport 2016 i Rio de Janeiro.